# Hostiles
Hostiles es una película dramática wéstern estadounidense de 2017 escrita y dirigida por Scott Cooper, basada en una historia de Donald E. Stewart. Hostiles está protagonizada por Christian Bale, Rosamund Pike, Wes Studi, Ben Foster, Stephen Lang, Jesse Plemons, Rory Cochrane, Adam Beach, Q'orianka Kilcher, Jonathan Majors y Timothée Chalamet. Sigue a un oficial de caballería del ejército estadounidense que en 1892 debe escoltar a un jefe de guerra cheyene y su familia de regreso a su casa en Montana.
La película tuvo su estreno mundial el 2 de septiembre de 2017 en el Festival de Cine de Telluride. Tuvo un estreno limitado en los Estados Unidos por parte de Entertainment Studios a partir del 22 de diciembre de 2017, antes de ampliarse el 26 de enero de 2018. Recibió críticas generalmente positivas de los críticos, pero recaudó sólo 35 millones de dólares en todo el mundo.

## Trama
En el territorio de Nuevo México en 1892, los colonos Rosalee Quaid y su familia son atacados por un grupo comanche que mata a su marido y a sus tres hijos. Rosalee escapa escondiéndose debajo de un afloramiento rocoso.
En Fort Berringer, el presidente Harrison ordena al capitán del ejército estadounidense Joseph Blocker, que pronto se retirará, que escolte al jefe de guerra cheyene, Yellow Hawk, enfermo de cáncer, y a cuatro miembros de su familia de regreso a sus tierras tribales en Montana. Blocker inicialmente se niega porque él y Yellow Hawk son viejos enemigos de la Gran Guerra Sioux de 1876, pero acepta bajo amenaza de una corte marcial y la pérdida de su pensión. Blocker parte hacia Montana acompañado por su viejo amigo, el sargento primero. Thomas Metz, asistente desde hace mucho tiempo, el corporal Woodson, el teniente Kidder recién llegado de West Point y un joven soldado llamado Dejardin.
Blocker desafía a Yellow Hawk a una pelea con cuchillos, pero él se niega. El grupo pronto se encuentra con la casa de Quaid y con el marido muerto de Rosalee. Dentro de la casa, encuentran a Rosalee traumatizada y a sus hijos muertos. Después de ser convencida, Rosalee acepta unirse al grupo hasta su próxima escala en Fort Winslow, Colorado. Pronto son emboscados por los comanches que matan a Dejardin y hieren gravemente a Woodson antes de verse obligados a retirarse. Después del ataque, Yellow Hawk convence a Blocker para que lo desencadene a él y a su familia para que puedan ayudar en futuros ataques. Al día siguiente, se descubren tres comanches muertos y Blocker deduce correctamente que Yellow Hawk y su hijo Black Hawk se escabulleron del campamento y los mataron durante la noche.
En Fort Winslow, el grupo deja a Woodson herido y Blocker hace arreglos para que Rosalee se quede con el comandante del fuerte, pero ella decide permanecer con el grupo. A Blocker se le ordena llevar al deshonrado sargento Philip Wills para que lo ahorquen por haber desertado de Fort Pierce y asesinado a una familia nativa. Dos miembros del fuerte, el corporal Thomas y el sargento Malloy, se unen a la compañía de Blocker para supervisar a Wills, molestando tanto a Blocker como a los nativos.
Cerca del campamento, la hija del jefe Living Woman y Rosalee son secuestradas y violadas por tres comerciantes de pieles. El grupo persigue y mata a los violadores. Malloy muere en la pelea. La noche siguiente, Metz camina bajo un aguacero y comienza a expresar culpa por sus acciones pasadas contra los nativos, lo que deja a Blocker preocupado. Pide misericordia al Jefe Yellow Hawk por las acciones pasadas de los nativos antes de regresar a su tienda. Mientras tanto, Wills finge estar enfermo, lo que le permite matar a Kidder y escapar. Blocker se despierta cuando Wills mata a Kidder y hiere fatalmente a Wills mientras escapa. Metz lo persigue contra las órdenes de Blocker. Al día siguiente, el grupo encuentra sus cuerpos con Metz todavía con una pistola en la mano tras su aparente suicidio. Rosalee consuela a un Blocker devastado. Viajan más al norte mientras la condición de Yellow Hawk continúa deteriorándose. Blocker hace las paces con el jefe por las dificultades que se han infligido mutuamente a lo largo de los años.
Yellow Hawk muere justo cuando el grupo llega a las tierras tribales de Montana, donde es enterrado. Mientras Blocker y otros se preparan para irse, un ranchero y sus tres hijos llegan, declaran que son dueños de la tierra y ordenan a Blocker y al resto del grupo que se vayan con el cuerpo del jefe. Blocker les informa de las órdenes del presidente, pero lo amenazan a punta de pistola. Blocker se niega y se produce un brutal tiroteo. Black Hawk, Living Woman, Elk Woman y el cabo Thomas mueren y son enterrados junto al jefe.
Rosalee decide llevarse al hijo huérfano de Black Hawk, Little Bear, a Chicago. En la estación de tren, la pareja agradece y se despide emotivamente de Blocker, quien le entrega un regalo a Little Bear: un libro sobre Julio César. Cuando el tren sale, Blocker decide subirse a él.

## Elenco
- Christian Bale como el capitán Joseph J. Blocker, un veterano de las guerras indias.
- Rosamund Pike como Rosalee Quaid, una viuda que se une al destacamento de Blocker tras el asesinato de su familia a manos de comanches.
- Wes Studi como el Yellow Hawk, un líder cheyene encarcelado y enfermizo que es llevado a casa para morir. Padre de Black Hawk y Living Woman.
- Jesse Plemons como el teniente Rudy Kidder, un recién graduado de West Point, parte del destacamento para escoltar a Yellow Hawk a casa.
- Adam Beach como Black Hawk, hijo de Yellow Hawk y marido de Elk Woman.
- Rory Cochrane como el sargento primero Thomas Metz, un veterano confederado que ahora se encuentra en el United States Calvary. Está cansado de la guerra y se encuentra entre los amigos más antiguos de Blocker. Forma parte del destacamento para escoltar a Yellow Hawk a casa.
- Peter Mullan como el teniente coronel Ross McCowan, comandante de Fort Winslow, Colorado.
- Scott Wilson como Cyrus Lounde, el dueño de la tierra ancestral de Yellow Hawk. Fue la última aparición cinematográfica de Wilson antes de su muerte en 2018.
- Paul Anderson como el cabo Tommy Thomas, un soldado británico de Fort Winslow que escolta a Wills hasta su ahorcamiento.
- Timothée Chalamet como Pvt. Philippe Dejardin, el miembro más joven del destacamento que escoltó a Yellow Hawk a casa.
- Ben Foster como el sargento. Philip Wills, un soldado criminal a quien Blocker debe escoltar hasta su ahorcamiento.
- Jonathan Majors como Cpl. Henry Woodson, un soldado negro que sirvió bajo las órdenes de Blocker durante muchos años, forma parte del destacamento para escoltar a Yellow Hawk a casa.
- John Benjamin Hickey como Capitán. Royce Tolan, un soldado estacionado en Fort Berringer junto a Blocker.
- Q'orianka Kilcher como Elk Woman, la esposa de Black Hawk.
- Tanaya Beatty como Living Woman, la hija de Yellow Hawk.
- Stephen Lang como el coronel Abraham Biggs, oficial al mando de Blocker.
- Bill Camp como Jeremiah Wilks, corresponsal fronterizo de Harper's Weekly.
- Scott Shepherd como Wesley Quaid, el marido masacrado de Rosalee.
- Ryan Bingham como el sargento. Malloy, un soldado de Fort Winslow que escolta a Wills hasta el ahorcamiento.
- Robyn Malcolm como Minnie McCowan, la esposa del coronel McCowan.
- Xavier Horsechief como Little Bear, el joven hijo de Black Hawk y Elk Woman.
- Luce Rains como Virgil Lounde, uno de los hijos de Cyrus Lounde
- Brian Duffy como Silas Lounde, uno de los hijos de Cyrus Lounde
- Richard Bucher como Ezekiel Lounde, uno de los hijos de Cyrus Lounde

## Producción
El proyecto fue anunciado en febrero de 2016 con Scott Cooper como director y Christian Bale como protagonista.  En marzo, se eligió a Rosamund Pike y se anunció la fecha de inicio de la producción en julio.  En abril, Jesse Plemons fue elegido.  Wes Studi y Adam Beach firmaron en junio.  A mediados de julio, Timothée Chalamet se unió al reparto. 
El rodaje comenzó a finales de julio en Santa Fe, Nuevo México. Ben Foster se incorporó al elenco al comienzo del rodaje. Ryan Bingham, quien también protagoniza la película, escribió e interpretó "How Shall A Sparrow Fly" para la banda sonora. Max Richter compuso la música de la película, que fue estrenada por Deutsche Grammophon. 

## Estreno
La película tuvo su estreno mundial en el Festival de Cine de Telluride el 2 de septiembre de 2017.  También se proyectó en el Festival Internacional de Cine de Toronto el 10 de septiembre de 2017.  Poco después, Entertainment Studios adquirió los derechos de distribución de la película en Estados Unidos.  Se lanzó de forma limitada en los Estados Unidos el 22 de diciembre de 2017, antes de expandirse un mes después.

## Recepción

### Taquillas
Hostiles recaudó 29,8 millones de dólares en Estados Unidos y Canadá, y 5,8 millones de dólares en otros países, para un total mundial de 35,5 millones de dólares. 
En Estados Unidos y Canadá, después de varias semanas de una exhibición limitada en la que recaudó 1,8 millones de dólares, Hostiles tuvo su amplia expansión junto con el lanzamiento de Maze Runner: The Death Cure, y se esperaba que recaudara alrededor de 10 millones de dólares en 2.813 salas durante el fin de semana..  Terminó abriendo con $ 10,1 millones, terminando tercero detrás de The Death Cure ($ 24,2 millones) y Jumanji: Bienvenido a la jungla ($ 16,1 millones).  En su segundo fin de semana, la película cayó un 49,5% a 5,1 millones de dólares, quedando quinta en taquilla. 

### Respuesta crítica
En el sitio web del agregador de reseñas Rotten Tomatoes, la película tiene un índice de aprobación del 71% basado en 225 reseñas, con un promedio ponderado de 6,8/10. El consenso crítico del sitio web dice: "Hostiles se beneficia de imágenes impresionantes y una sólida actuación central de Christian Bale, los cuales ayudan a elevar su historia desigual".  En Metacritic, la película tiene una puntuación promedio ponderada de 65 sobre 100, basada en 41 críticas, lo que indica "críticas generalmente favorables".  El público encuestado por CinemaScore le dio a la película una calificación promedio de "B" en una escala de A+ a F, mientras que PostTrak informó que los espectadores le dieron una puntuación general positiva del 72%. 
Después de su estreno mundial en el Festival de Cine de Telluride, Sasha Stone de TheWrap , escribió sobre la reacción del público a la película, diciendo: "Fascinados por la gloriosa narración de Hostiles, algunos miembros de la audiencia de Telluride estallaron en aplausos espontáneos mientras avanzaba hacia su conclusión".  Todd McCarthy de The Hollywood Reporter elogió la película y la actuación de Christian Bale y concluyó que la obra es un "trabajo estimable basado en una sensibilidad fina y una actuación principal juzgada por expertos". 
William Bibbiani de IGN dijo que el escritor y director Scott Cooper desperdició el talento de sus actores y del director de fotografía en una "historia poco original con un mensaje bastante obvio sobre cómo es más difícil ser despreciable con las personas después de conocerlas". Continuó diciendo: "Scott Cooper dirige Hostiles con ojo para la 'grandeza', pero el material real simplemente no es lo suficientemente profundo como para justificar la presentación solemne. No es entretenido, no es esclarecedor, ni siquiera es complicado. Es principalmente simplemente un fastidio". 
El Congreso Nacional de Indios Americanos (NCAI) elogió a Hostiles por su "auténtica representación de los pueblos nativos" y su interpretación precisa de las lenguas nativas americanas. 
Escribiendo en The Atlantic, David Sims destacó la "fotografía majestuosa" de la película, calificándola de "un western atractivo", pero criticó el guion por "parecer menos interesado en el desarrollo de los personajes" y el "duro e intransigente" tono de la película, describiendo sus escenas iniciales como "sangrientas, difíciles de ver y con poco diálogo, con Cooper decidido a mostrar un mundo que carece gravemente de empatía". 
Jesse Wente era director de programas cinematográficos de TIFF y creía que Hostiles era profundamente racista y pidió a TIFF que no lo mostrara. Después de que TIFF siguió adelante, Wente renunció. 

### Reconocimientos
| Otorgar                                   | Fecha de la ceremonia   | Categoría                            | Destinatarios  | Resultado         | Ref.   |
| ----------------------------------------- | ----------------------- | ------------------------------------ | -------------- | ----------------- | ------ |
| Sociedad de críticos de cine de San Diego | 11 de diciembre de 2017 | Mejor diseño de vestuario            | Jenny Eagan    | Nominada          | [ 24 ] |
| Premios Saturno                           | 27 de junio de 2018     | Mejor película de acción o aventuras | Hostiles       | Nominada Nominada | [ 25 ] |
| Premios Saturno                           | 27 de junio de 2018     | Mejor actriz                         | Rosamunda Pike | Nominada Nominada | [ 26 ] |